# بچوار (دهانه)
بچوار یک دهانه برخوردی در ماه‌ است.